# 岩戸町 (新宿区)
岩戸町（いわとちょう）は、東京都新宿区の町名。「丁目」の設定のない単独町名である。住居表示未実施。

## 地理
新宿区の北東部に位置する。牛込地域に属し、町域北部は神楽坂に接する。東部は袋町に接する。南東部は、北町に接する。南部は、箪笥町に接する。西部は、横寺町に接する（地名はいずれも新宿区）。中央を大久保通りが通る。牛込神楽坂駅付近の大久保通り沿いの一角に当たる。大久保通り沿いを中心に高層建築物が建ち並ぶ。幹線道路から離れると住宅地も見られる。

## 世帯数と人口
2025年（令和7年）3月1日現在（新宿区発表）の世帯数と人口は以下の通りである。
- 世帯数 : 419世帯
- 人口 : 616人

### 人口の変遷
国勢調査による人口の推移。
| 年                 | 人口 |
| ------------------ | ---- |
| 1995年（平成7年）  | 298  |
| 2000年（平成12年） | 266  |
| 2005年（平成17年） | 372  |
| 2010年（平成22年） | 391  |
| 2015年（平成27年） | 687  |
| 2020年（令和2年）  | 653  |

### 世帯数の変遷
国勢調査による世帯数の推移。
| 年                 | 世帯数 |
| ------------------ | ------ |
| 1995年（平成7年）  | 151    |
| 2000年（平成12年） | 126    |
| 2005年（平成17年） | 256    |
| 2010年（平成22年） | 290    |
| 2015年（平成27年） | 458    |
| 2020年（令和2年）  | 451    |

## 学区
区立小・中学校に通う場合、学区は以下の通りとなる（2018年8月時点）。
- 区域 : 全域
  - 小学校 : 新宿区立愛日小学校
  - 中学校 : 新宿区立牛込第三中学校

## 交通
町域内に都営地下鉄大江戸線・牛込神楽坂駅の出入り口がある。

## 事業所
2021年（令和3年）現在の経済センサス調査による事業所数と従業員数は以下の通りである。
- 事業所数 : 75事業所
- 従業員数 : 739人

### 事業者数の変遷
経済センサスによる事業所数の推移。
| 年                 | 事業者数 |
| ------------------ | -------- |
| 2016年（平成28年） | 58       |
| 2021年（令和3年）  | 75       |

### 従業員数の変遷
経済センサスによる従業員数の推移。
| 年                 | 従業員数 |
| ------------------ | -------- |
| 2016年（平成28年） | 779      |
| 2021年（令和3年）  | 739      |

## 施設
- 法正寺

## その他

### 日本郵便
- 郵便番号 : 162-0832[3]（集配局 : 牛込郵便局[15]）。